# Боснія і Герцеговина на пісенному конкурсі Євробачення
Боснія і Герцеговина брала участь у пісенному конкурсі «Євробачення» 19 разів, починаючи з 1993 року. Країна відмовлялась від участі у 1998 та 2000 через низькі результати, а також у 2013 та 2017 роках через фінансові труднощі. У 2006 році гурт Hari Mata Hari з піснею «Lejla» зайняв 3-є місце у фіналі, що стало найкращим результатом Боснії і Герцеговини на Євробаченні. Вперше країна не потрапила у фінал конкурсу в 2016 році, зайнявши 11-е місце зі 104 балами у першому півфіналі.

## Учасники Євробачення від Боснії і Герцеговини
Умовні позначення
     Переможець
     Друге місце
     Третє місце
     Четверте місце
     П'яте місце
     Останнє місце
     Автоматичний фіналіст
     Не пройшла до фіналу
     Не брала участі
| Рік                               | Місце проведення | Виконавець                   | Пісня                  | Фінал                      | Фінал                      | Півфінал               | Півфінал               |
| Рік                               | Місце проведення | Виконавець                   | Пісня                  | Місце                      | Бали                       | Місце                  | Бали                   |
| --------------------------------- | ---------------- | ---------------------------- | ---------------------- | -------------------------- | -------------------------- | ---------------------- | ---------------------- |
| 1993                              | Мілстріт         | Fazla                        | Sva bol svijeta        | 16-е                       | 27                         | 2-е                    | 52                     |
| 1994                              | Дублін           | Alma та Dejan                | Ostani kraj mene       | 15-е                       | 39                         | Півфіналів не існувало | Півфіналів не існувало |
| 1995                              | Дублін           | Даворин Попович              | Dvadeset prvi vijek    | 19-е                       | 14                         | Півфіналів не існувало | Півфіналів не існувало |
| 1996                              | Осло             | Аміла Ґламочак               | Za našu ljubav         | 22-е                       | 13                         | 21-е                   | 29                     |
| 1997                              | Дублін           | Альма Чарджич                | Goodbye                | 18-е                       | 22                         | Півфіналів не існувало | Півфіналів не існувало |
| 1998                              | Дискваліфікована | Дискваліфікована             | Дискваліфікована       | Дискваліфікована           | Дискваліфікована           | Півфіналів не існувало | Півфіналів не існувало |
| 1999                              | Єрусалим         | Dino і Beatrice              | Putnici                | 7-е                        | 86                         | Півфіналів не існувало | Півфіналів не існувало |
| 2000                              | Дискваліфікована | Дискваліфікована             | Дискваліфікована       | Дискваліфікована           | Дискваліфікована           | Півфіналів не існувало | Півфіналів не існувало |
| 2001                              | Копенгаген       | Nino Pršeš                   | Hano                   | 14-е                       | 29                         | Півфіналів не існувало | Півфіналів не існувало |
| 2002                              | Таллінн          | Maja Tatić                   | Na jastuku za dvoje    | 13-е                       | 33                         | Півфіналів не існувало | Півфіналів не існувало |
| 2003                              | Рига             | Mija Martina                 | Ne brini               | 16-е                       | 27                         | Півфіналів не існувало | Півфіналів не існувало |
| 2004                              | Стамбул          | Deen                         | In The Disco           | 9-е                        | 91                         | 7-е                    | 133                    |
| 2005                              | Київ             | Feminnem                     | Call Me                | 14-е                       | 79                         | Топ-12 минулого року   | Топ-12 минулого року   |
| 2006                              | Афіни            | Hari Mata Hari               | Lejla                  | 3-є                        | 229                        | 2-е                    | 267                    |
| 2007                              | Гельсінкі        | Марія Шестич                 | Rijeka bez imena       | 11-е                       | 106                        | Топ-10 минулого року   | Топ-10 минулого року   |
| 2008                              | Белград          | Ельвір Лакович               | Pokušaj                | 10-е                       | 110                        | 9-е                    | 72                     |
| 2009                              | Москва           | Regina                       | Bistra voda            | 9-е                        | 106                        | 3-є                    | 125                    |
| 2010                              | Осло             | Вукашин Браїч                | Thunder and Lightening | 17-е                       | 51                         | 8-е                    | 59                     |
| 2011                              | Дюссельдорф      | Діно Мерлін                  | Love in Rewind         | 6-е                        | 125                        | 5-е                    | 109                    |
| 2012                              | Баку             | Maya Sar                     | Korake ti znam         | 18-е                       | 55                         | 6-е                    | 77                     |
| Не брала участь у 2013-2015 роках |                  |                              |                        |                            |                            |                        |                        |
| 2016                              | Стокгольм        | Далал, Дін, Ана Руцнер і Яла | Ljubav je              | Не вдалося кваліфікуватися | Не вдалося кваліфікуватися | 11-е                   | 104                    |
| Не бере участь 2017-2025          |                  |                              |                        |                            |                            |                        |                        |

## Галерея

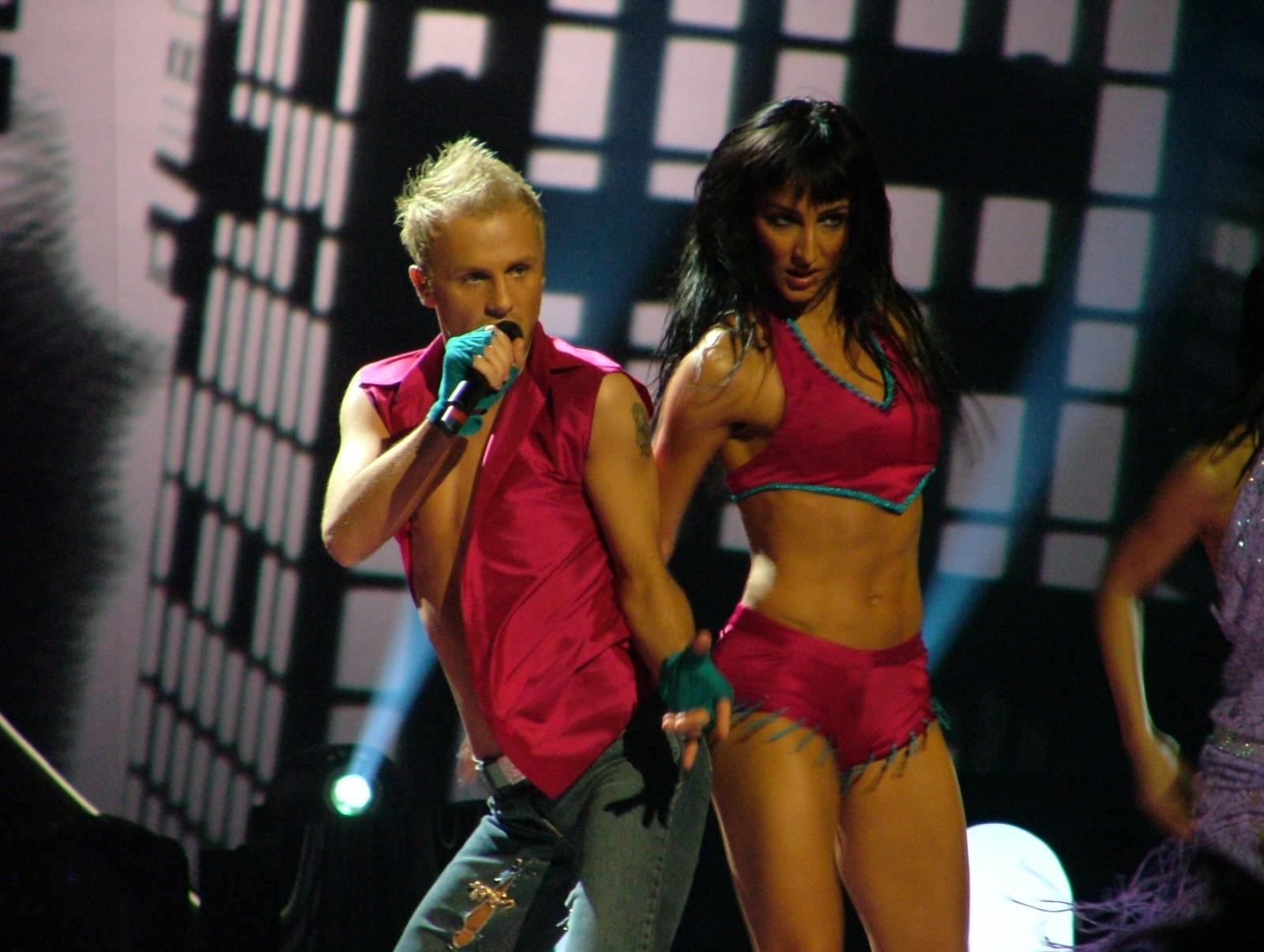
Deen у Стамбулі (2004)
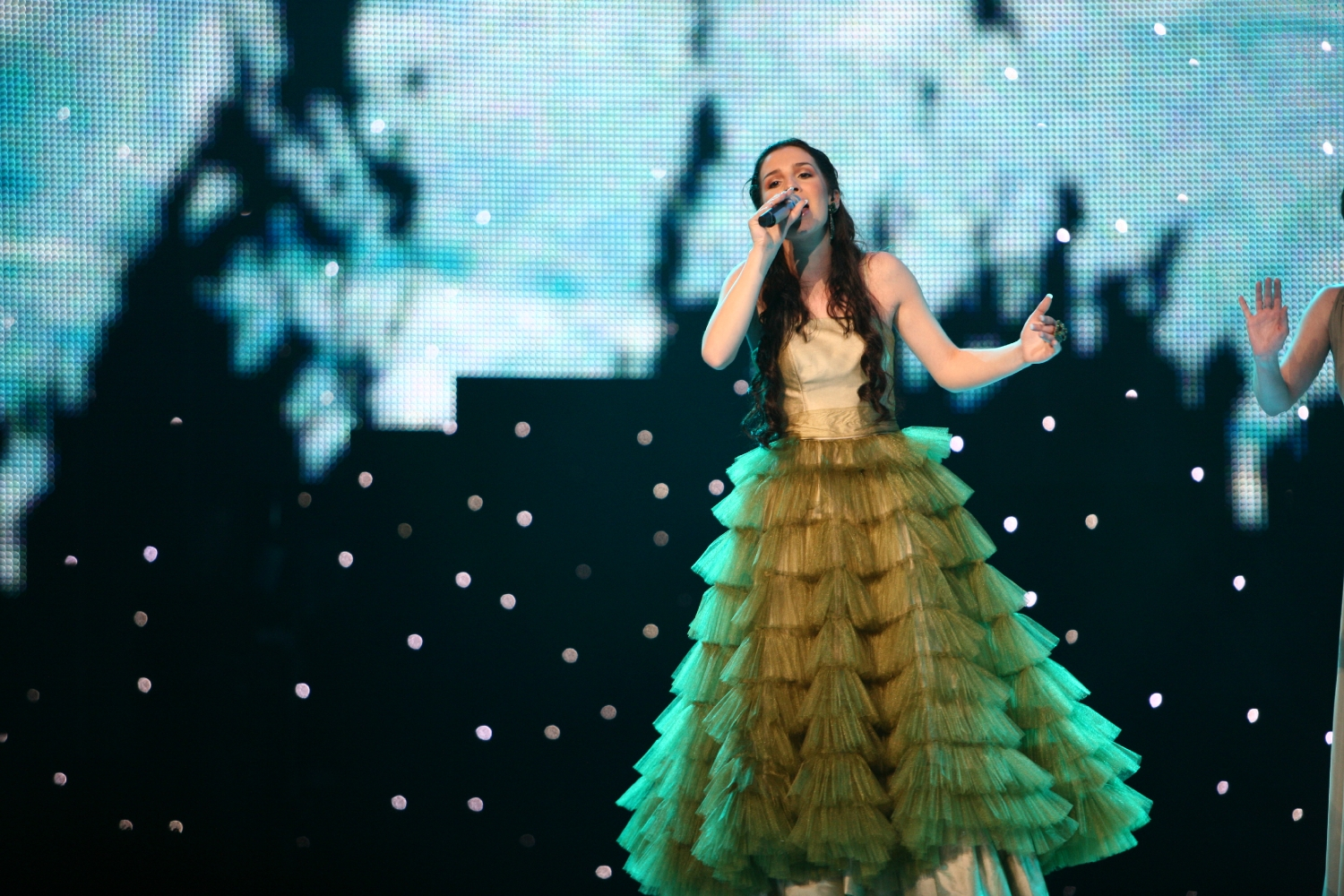
Марія Шестич у Гельсінкі (2007)
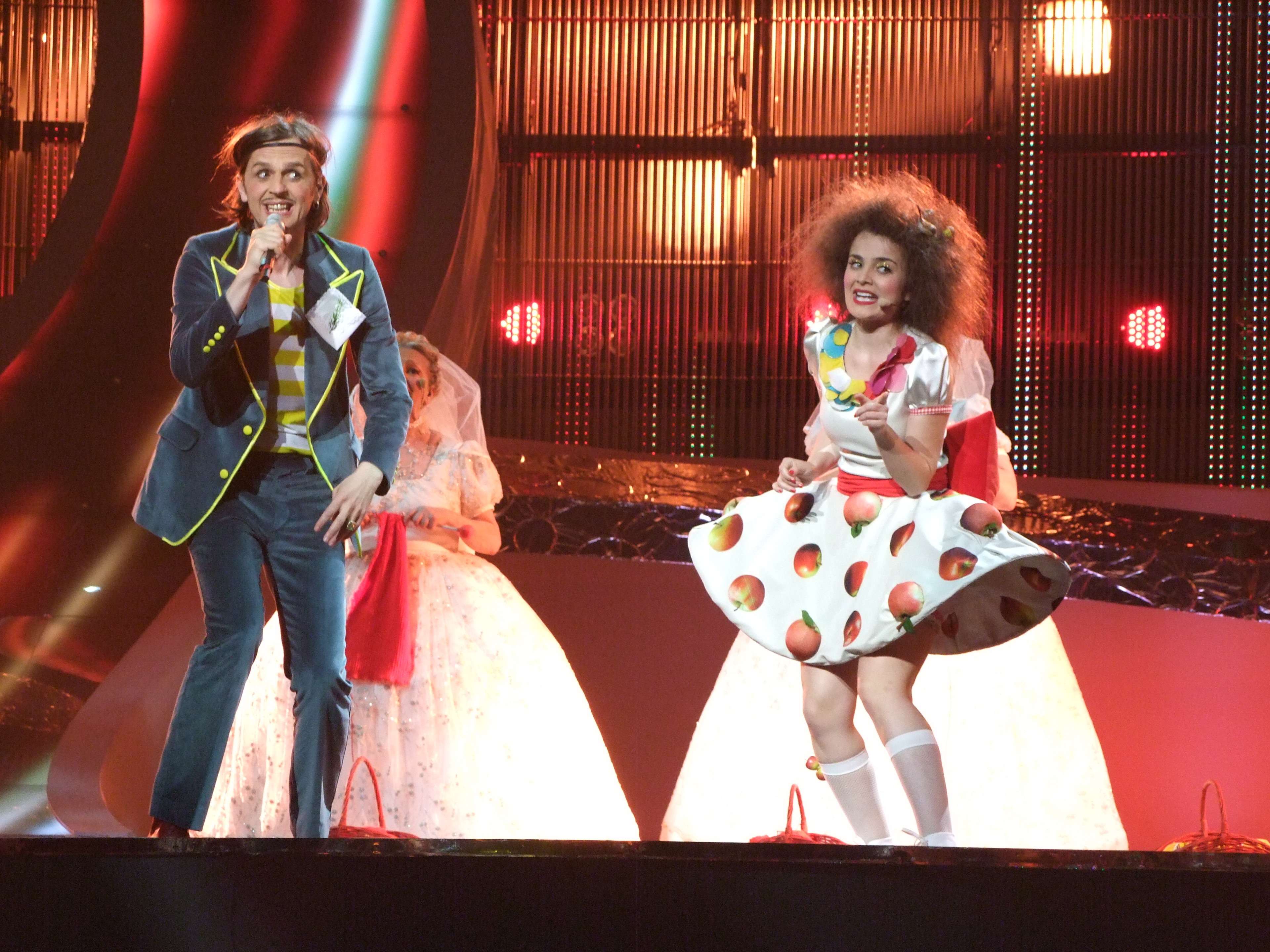
Laka у Белграді (2008)
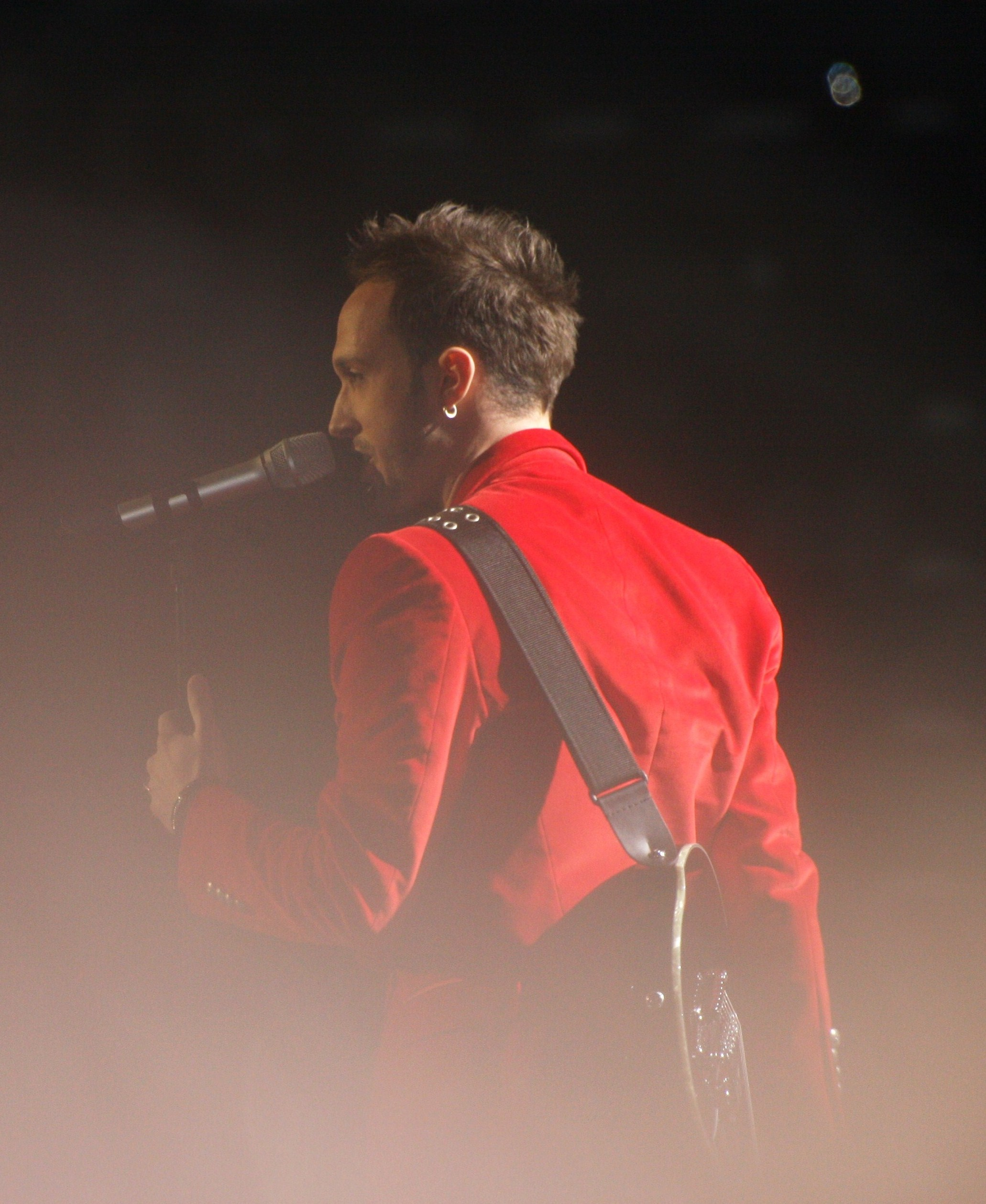
Вукашин Браїч в Осло (2010)
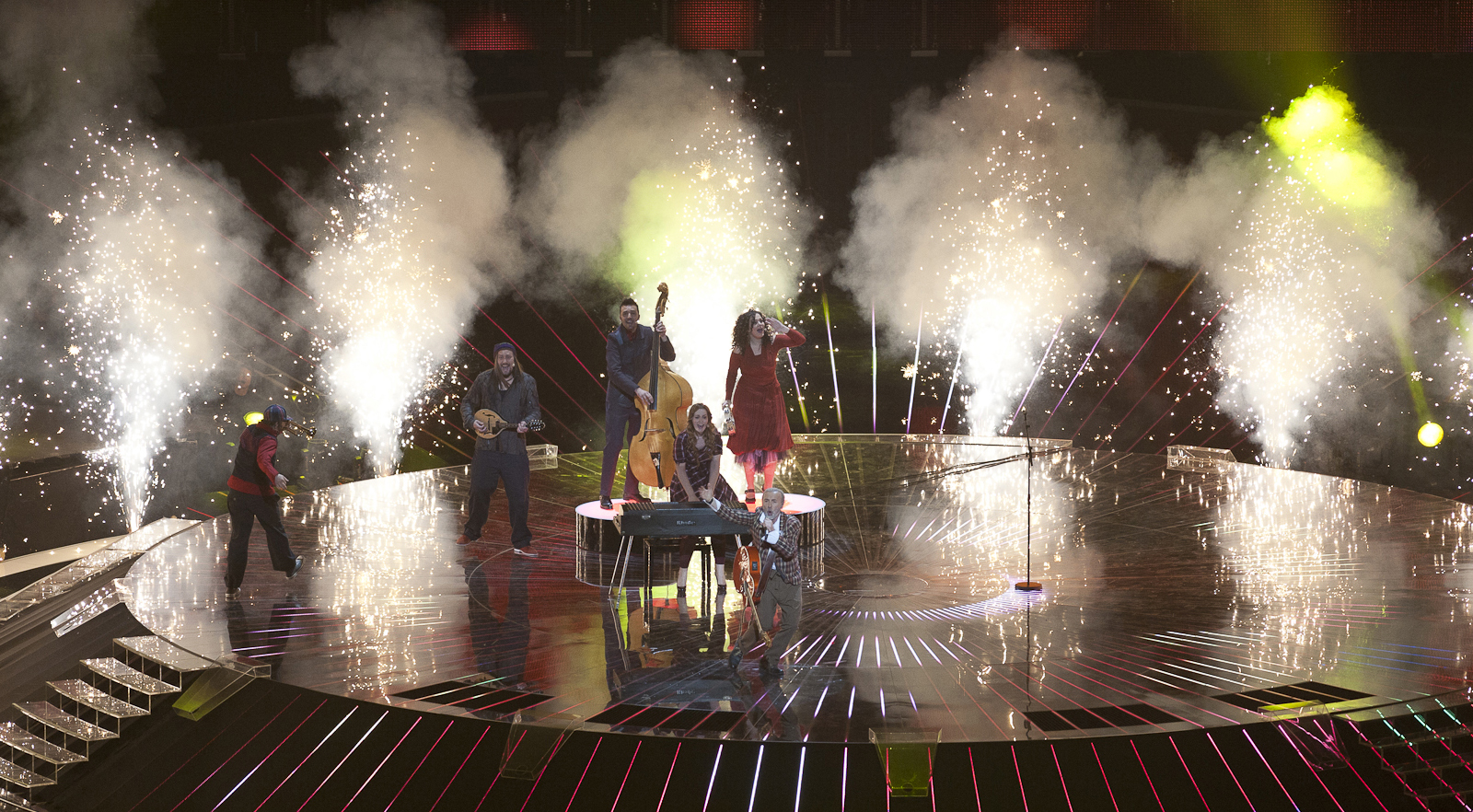
Діно Мерлін у Дюссельдорфі (2011)
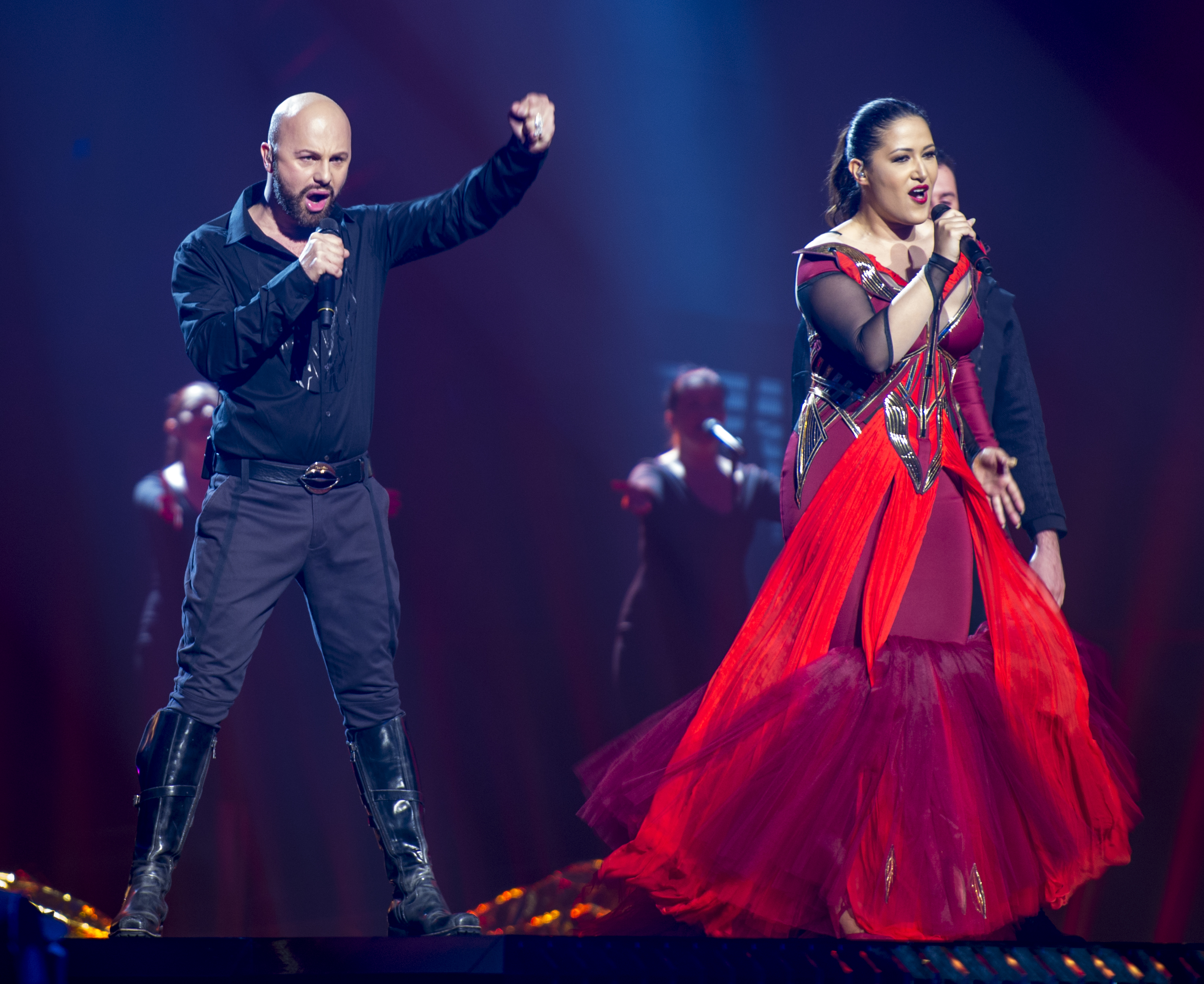
Далал, Дін, Ана Руцнер і Яла у Стокгольмі (2016)

## Нагороди
Премія Марселя Безансона
| Рік  | Країна               | Категорія         | Пісня         | Виконавець     | Результат | Бали | Місце проведення |
| ---- | -------------------- | ----------------- | ------------- | -------------- | --------- | ---- | ---------------- |
| 2006 | Боснія і Герцеговина | Приз композиторів | «Lejla»       | Hari Mata Hari | 3-є       | 229  | Афіни            |
| 2009 | Боснія і Герцеговина | Приз композиторів | «Bistra voda» | Regina         | 9-е       | 106  | Москва           |

## Статистика голосувань (1993–2016)
| №  | Дано               | Дано | Отримано           | Отримано |
| №  | Країни             | Бали | Країни             | Бали     |
| -- | ------------------ | ---- | ------------------ | -------- |
| 1  | Хорватія           | 115  | Хорватія           | 144      |
| 2  | Туреччина          | 95   | Туреччина          | 129      |
| 3  | Сербія             | 76   | Словенія           | 100      |
| 4  | Словенія           | 61   | Австрія            | 74       |
| 5  | Франція            | 59   | Швеція             | 74       |
| 6  | Швеція             | 52   | Північна Македонія | 66       |
| 7  | Мальта             | 46   | Сербія             | 61       |
| 8  | Ірландія           | 45   | Швейцарія          | 56       |
| 9  | Північна Македонія | 43   | Норвегія           | 52       |
| 10 | Греція             | 42   | Данія              | 49       |